# Analogofilia
Analogofilia – jeden z rodzajów filatelistyki, polegający na zbieraniu kart analogicznych. Zasady zbierania oraz eksponowania zbiorów są bardzo zbliżone do maksimafilii.